# 软银资本
软银资本（英語：SoftBank Capital）是一家美国风险投资公司，主要关注信息技术、通信和医疗健康初创公司。

## 历史
1995年成立，是软银集团旗下风险投资公司。2000年软银中国资本成立于上海，另外在北京、深圳、杭州、成都及台湾设有办事处。2013年投资2.5亿美元在阿里巴巴集团和联发科技。